# Strahlungsbilanz
Eine Strahlungsbilanz dient dazu, den Strahlungsaustausch eines Systems mit seiner Umgebung zu bilanzieren. Dabei werden die Strahlungsflüsse, die das System verlassen, gegen jene aufgerechnet, die von außen in das System einwirken. Es handelt sich um eine besondere Form der Energiebilanz, die insbesondere dann angewendet wird, wenn andere Prozesse der Energie- und insbesondere Wärmeübertragung, wie zum Beispiel Wärmeleitung oder Konvektion, nicht auftreten bzw. keine Wirkung über die Systemgrenzen hinaus entfalten. Das wichtigste Beispiel ist die Strahlungsbilanz der Erde.